# Bryton James
Bryton James nato Bryton Eric McClure (Lakewood, 17 agosto 1986) è un attore e cantante statunitense.
Noto principalmente per il ruolo di Devon Hamilton nella soap opera Febbre d'amore.

## Biografia
Bryton Eric McClure nasce a Lakewood in California dal padre musicista afro-americano e madre bianca. È conosciuto per il ruolo di Richie Crawford, che interpreta nella sitcom 8 sotto un tetto e per interpretare Devon Hamilton nella soap opera Febbre d'amore.
Oltre alla recitazione, McClure ha avuto un buon successo come cantante. Ha debuttato con il suo primo singolo, "Ooh, The Way I Feel About You," nella serie televisiva tedesca Stars 2000 e si è esibito dal vivo su reti internazionali come Viva, ZDF 5 e Giga TV, oltre a Disney Channel e reti americane.
È portavoce di molte organizzazioni a scopo umanitario e ha fondato la sua fondazione nel 1996 chiamata "RADD (Recording Artists, Actors and Athletes Against Drunk Driving) Kids", che è stata premiata dal governo degli Stati Uniti. Ha ricevuto numerose onorificenze tra cui il premio "Michael Landon". Risiede nel sud della California, ama gareggiare sui go-karts, praticare snowboard, giocare ai videogiochi ed esibirsi dal vivo.
Bryton interpreta il ruolo di Devon Hamilton in Febbre d'amore dal 2004 e questa parte gli ha fatto vincere nel 2007 il "Daytime Emmy Award for Outstanding Younger Actor in a Drama Series" e nel 2009 il "NAACP Image Award for Outstanding Actor in a Daytime Drama Series". Nel 2010 entra nel cast di The Vampire Diaries nel ruolo di Luka rimanendo fino al 2011.

## Filmografia

### Cinema
- The Intruders, regia di Gregori J. Martin (2009)

### Televisione
- 8 sotto un tetto (Family Matters) – serie TV, 96 episodi (1990-1997)
- Un genio in famiglia (Smart Guy) – serie TV, episodio 2x15 (1998)
- The Kids from Room 402 – serie TV, episodio 1x01 (1999)
- Hero Factory – serie TV, 4 episodi (2010)
- Zevo-3 – serie TV, 6 episodi (2010)
- Febbre d'amore (The Young and the Restless) – serie TV (2004-in corso)
- The Vampire Diaries – serie TV, 6 episodi (2010-2011)
- Pacific Rim - La zona oscura (Pacific Rim: The Black) – serie TV (2021-in corso) – voce

## Doppiatori italiani
- Laura Latini in 8 sotto un tetto
- Gabriele Sabatini in The Vampire Diaries